# GT World Challenge Europe Sprint Cup
GT World Challenge Europe Sprint Cup, tidigare känt som Blancpain Sprint Series, Blancpain GT Series Sprint Cup och Blancpain GT World Challenge Europe, är en europeisk racingserie för GT-bilar.

## Format
Blancpain Sprint Series ersatte FIA GT1-VM och FIA GT3-EM från säsongen 2013, då under namnet FIA GT Series. Serien organiseras av SRO Motorsports Group med auktorisation från Fédération Internationale de l'Automobile (FIA) och körs med GT3-bilar.

## Mästare

### Förare
| År   | Pro Cup                            | Silver Cup                           | Pro-Am Trophy                        | Gentlemen Trophy                      |
| ---- | ---------------------------------- | ------------------------------------ | ------------------------------------ | ------------------------------------- |
| 2013 | Stéphane Ortelli Laurens Vanthoor  | -                                    | Sergey Afanasyev Andreas Simonsen    | Petr Charouz Jan Stoviček             |
| 2014 | Maximilian Götz                    | Vincent Abril Mateusz Lisowski       | Marc Basseng Alessandro Latif        | -                                     |
| 2015 | Vincent Abril Maximilian Buhk      | Jules Szymkowiak                     | Aleksey Karachev                     | -                                     |
| År   | Totalt                             | Silver Cup                           | Pro-Am Cup                           | Am Cup                                |
| 2016 | Enzo Ide                           | Michele Beretta Luca Stolz           | Michał Broniszewski Giacomo Piccini  | Claudio Sdanewitsch                   |
| 2017 | Robin Frijns Stuart Leonard        | Fabian Schiller Jules Szymkowiak     | Daniel Keilwitz Alexander Mattschull | Stephen Earle David Perel             |
| 2018 | Raffaele Marciello Michael Meadows | Nico Bastian Jack Manchester         | Nyls Stievenart Markus Winkelhock    | Pierre Feligioni Claude-Yves Gosselin |
| 2019 | Andrea Caldarelli Marco Mapelli    | Nico Bastian Thomas Neubauer         | Hiroshi Hamaguchi Phil Keen          | Florian Scholze Wolfgang Triller      |
| 2020 | Dries Vanthoor Charles Weerts      | Simon Gachet Steven Palette          | Eddie Cheever III Chris Froggart     | -                                     |
| 2021 | Dries Vanthoor Charles Weerts      | Alex Fontana                         | Henrique Chaves Miguel Ramos         | -                                     |
| 2022 | Dries Vanthoor Charles Weerts      | Pierre-Alexandre Jean Ulysse De Pauw | Miguel Ramos Dean Macdonald          | -                                     |
| År   | Totalt                             | Gold Cup                             | Silver Cup                           | Bronze Cup                            |
| 2023 | Mattia Drudi Ricardo Feller        | Niklas Krütten Calan Williams        | Jordan Love                          | Alex Malykhin                         |
| 2024 | Lucas Auer Maro Engel              | Luca Engstler Max Hofer              | Calan Williams                       | Dan Harper Darren Leung               |

### Team
| År   | Pro Cup                                       | Silver Cup                           | Pro-Am Trophy           | Gentlemen Trophy      |
| ---- | --------------------------------------------- | ------------------------------------ | ----------------------- | --------------------- |
| 2013 | Belgian Audi Club Team WRT                    | -                                    | HTP Gravity Charouz     | HTP Gravity Charouz   |
| 2014 | Belgian Audi Club Team WRT                    | Belgian Audi Club Team WRT           | Phoenix Racing          | -                     |
| 2015 | Belgian Audi Club Team WRT                    | Bentley Team HTP                     | GT Russian Team         | -                     |
| År   | Totalt                                        | Silver Cup                           | Pro-Am Cup              | Am Cup                |
| 2016 | Team WRT                                      | -                                    | Kessel Racing           | AF Corse              |
| 2017 | Belgian Audi Club Team WRT                    | HTP Motorsport                       | Rinaldi Racing          | Kessel Racing         |
| 2018 | Belgian Audi Club Team WRT                    | -                                    | Saintéloc Racing        | Boutsen Ginion Racing |
| 2019 | AKKA ASP Team                                 | AKKA ASP Team                        | Orange1 FFF Racing Team | HB Racing             |
| 2020 | Belgian Audi Club Team WRT                    | Saintéloc Racing                     | Sky - Tempesta Racing   | -                     |
| 2021 | Team WRT                                      | Emil Frey Racing                     | Barwell Motorsport      | -                     |
| 2022 | Team WRT                                      | AF Corse                             | AF Corse                | -                     |
| År   | Totalt                                        | Gold Cup                             | Silver Cup              | Bronze Cup            |
| 2023 | Tresor Orange1                                | Boutsen VDS                          | Haupt Racing Team       | Pure Rxcing           |
| 2024 | United States Winward Racing Team Mann-Filter | Liqui Moly Team Engstler by OneGroup | Team WRT                | Century Motorsport    |